# Xerox 860
Xerox 860 (860) је професионални рачунар фирме Зирокс (Xerox) који је почео да се производи у САД током 1980. године.
Користио је  микропроцесорску јединицу а RAM меморија рачунара је имала капацитет од 128 kb. 

## Детаљни подаци
Детаљнији подаци о рачунару 860 су дати у табели испод.
|                       |                                                       |
| [ 1 ]                 |                                                       |
| Произвођач            | Зирокс                                                |
| Тип                   | професионални рачунар                                 |
| Меморија              | 128                                                   |
| Поријекло             | Сједињене Америчке Државе                             |
| Година                | 1980                                                  |
| Тастатура             | AZERTY/QWERTY тастатура, 48 тастера, 20 функцијских тастера |
| Процесор              |                                                       |
| Фреквенција процесора |                                                       |
| RAM                   | 128                                                   |
| ROM                   |                                                       |
| Текст                 | 102 x 70 (A4 монитор)                                 |
| Графика               | Нема                                                  |
| Боја                  | црно и бијело                                         |
| Звук                  | Нема                                                  |
| Димензије             | главна јединица / монитор : 32,8 x 38,1 x 34,3 / 13,6 |
| Портови               |                                                       |
| Оперативни систем     |                                                       |